# Benningbroek
Benningbroek est un village de la province de Hollande-Septentrionale aux Pays-Bas. Elle fait partie de la commune de Medemblik. Jusqu'au 1er janvier 2007, Benningbroek faisait partie de la commune de Noorder-Koggenland.
La population du district statistique (ville et campagne environnante) de Benningbroek est de 871 habitants environ. Le district statistique (ville et campagne environnante) comprend 1 350 habitants.